# Sveriges Riksradio
Sveriges Riksradio var under åren 1978–1992 ett av fyra programbolag ingående i den då nybildade svenska koncernen Sveriges Radio under statlig reglering för så kallad public service-mediaverksamhet. Bolaget ansvarade för produktion och sändning av radioprogram rikstäckande. 
År 1978 skedde en genomgripande reform rörande Sveriges nationella radio- och televisionsverksamhet. Det samlande av folkrörelser och tidningsutgivare/näringsliv ägda bolaget Sveriges Radio, som 1957 ersatt det ursprungliga Radiotjänst AB, omvandlades till koncernen Sveriges Radio. För denna nya koncern skapades fyra programbolag för respektive specialområde: Sveriges Riksradio AB (RR), Sveriges Lokalradio AB (LRAB), Sveriges Television AB (SVT) och Utbildningsradion AB (UR). Sveriges Riksradio fick så ansvaret för att producera och sända rikstäckande radioprogram i sina olika kanaler: P1 för nyheter, samhälls- och samtalsprogram, P2 för klassisk musik, jazz, skolradio och program på minoritetsspråk och P3 för populärmusik och bredare underhållningsprogram. Dessa kompletterades regionalt av Sveriges Lokalradios lokalradiosändningar utifrån 24 olika länsbaserade radiostationer med egen programproduktion sedan 1977 och Utbildningsradions rikstäckande program och skolradio, alla sända vid olika speciella tider inom Sveriges Riksradios kanaler. 1987 startades Lokalradions egen kanal, P4, för mer omfattande sändningsmöjligheter inom respektive region. Redan från starten 1925 har riksradiosändningarna framför allt producerats i och sänts från Sveriges Radios byggnader i Stockholm (sedermera Radiohuset), SR Malmö och SR Göteborg. Efterhand har riksprogram även producerats i andra städer sporadiskt.
År 1993 sammanslogs Sveriges Riksradio och Sveriges Lokalradio till ett gemensamt radiobolag, kallat Sveriges Radio, och koncernbolaget upplöstes. Vid reformen 1997 inordnades alla de olika bolagen i en koncern under den nya Förvaltningsstiftelsen för SR, SVT och UR.